# Otto Busse (Widerstandskämpfer)
Otto Busse (* 23. September 1901 in Gillandwirszen bei Tilsit; † 6. März 1980) war ein deutscher Widerstandskämpfer gegen den Nationalsozialismus.

## Leben
Otto Busse arbeitete in Tilsit als selbständiger Anstreicher und Lackierer. 1933 trat er der NSDAP bei, ohne dass die Mitgliedschaft rechtskräftig wurde. Als im Jahr 1935 die Judenverfolgung in Deutschland intensiviert wurde, trat er aus Protest dagegen wieder aus der Partei aus. Er wurde als Handwerker fortan geschnitten und von öffentlichen Aufträgen ausgeschlossen. Sein Wunsch, in die USA auszuwandern, wurde nicht genehmigt. Zum 1. Juli 1940 trat er der NSDAP erneut bei (Mitgliedsnummer 8.479.145). Bei Kriegsausbruch 1939 wurde Busse zur Polizeireserve eingezogen. Sein Vorgesetzter war hier der spätere Chef der Zivilverwaltung im Bezirk Białystok, Friedrich Brix. Im März 1943 schied er bei der Gendarmerie aus und ging als Malermeister mit seiner Frau und einem fünfzehnjährigen Sohn in das okkupierte polnische Białystok. Mit seinem Malerbetrieb wickelte er Aufträge der zivilen Verwaltung und der Militärverwaltung im Bezirk Białystok ab. Er beschäftigte zunächst auch vierzig jüdische Arbeiter mit Arbeitserlaubnis und nachdem das Ghetto Białystok im August 1943 liquidiert war, nur noch Deutsche und Polen. Der Umgang der deutschen Besatzungsmacht mit der polnischen Bevölkerung und mit der ghettoisierten jüdischen Bevölkerung bewog ihn, persönlichen Widerstand zu leisten. Weitere Gründe waren sein christlicher Glaube und der Umstand, dass sein Bruder in Tilsit als NS-Gegner im Gefängnis saß.
Als Busse 1943 für seine Arbeiter eine Wohnung requirieren wollte, traf er auf Chaika Grossman und Chasia Bielicka, die mit gefälschten Ariernachweisen bei einer polnischen Familie wohnten. Grossman und Bielicka waren im jüdischen Widerstand vorwiegend im Kurierdienst eingesetzt. Bielicka erhielt bei Busse eine Arbeit als Kontoristin. Nachdem sie ihm offenbart hatte, dass sie als Jüdin mit falschen Papieren ausgestattet sei, half er ihr weiterhin. Busse stellte sich in der Folge der jüdischen und der polnischen Untergrundbewegung zur Verfügung und besorgte Waffen, warme Kleidung und Medikamente auf seine Kosten. Auf seiner Schreibmaschine wurden Zirkulare gegen die Nationalsozialisten geschrieben. Busse wurde von Grossman mit dem deutschen Textilfabrikanten Arthur Schade zusammengebracht, der ebenfalls Widerstand leistete. Mit zwei weiteren Deutschen, Beneschek und Bolle, wurden sie von der ab Anfang 1944 unter sowjetischer Leitung stehenden Partisanenbrigade als deutsche Zelle angesehen, die Nachrichten beschaffen sollte. Als 1944 die Front an Białystok heranrückte, trennten sich ihre Wege.

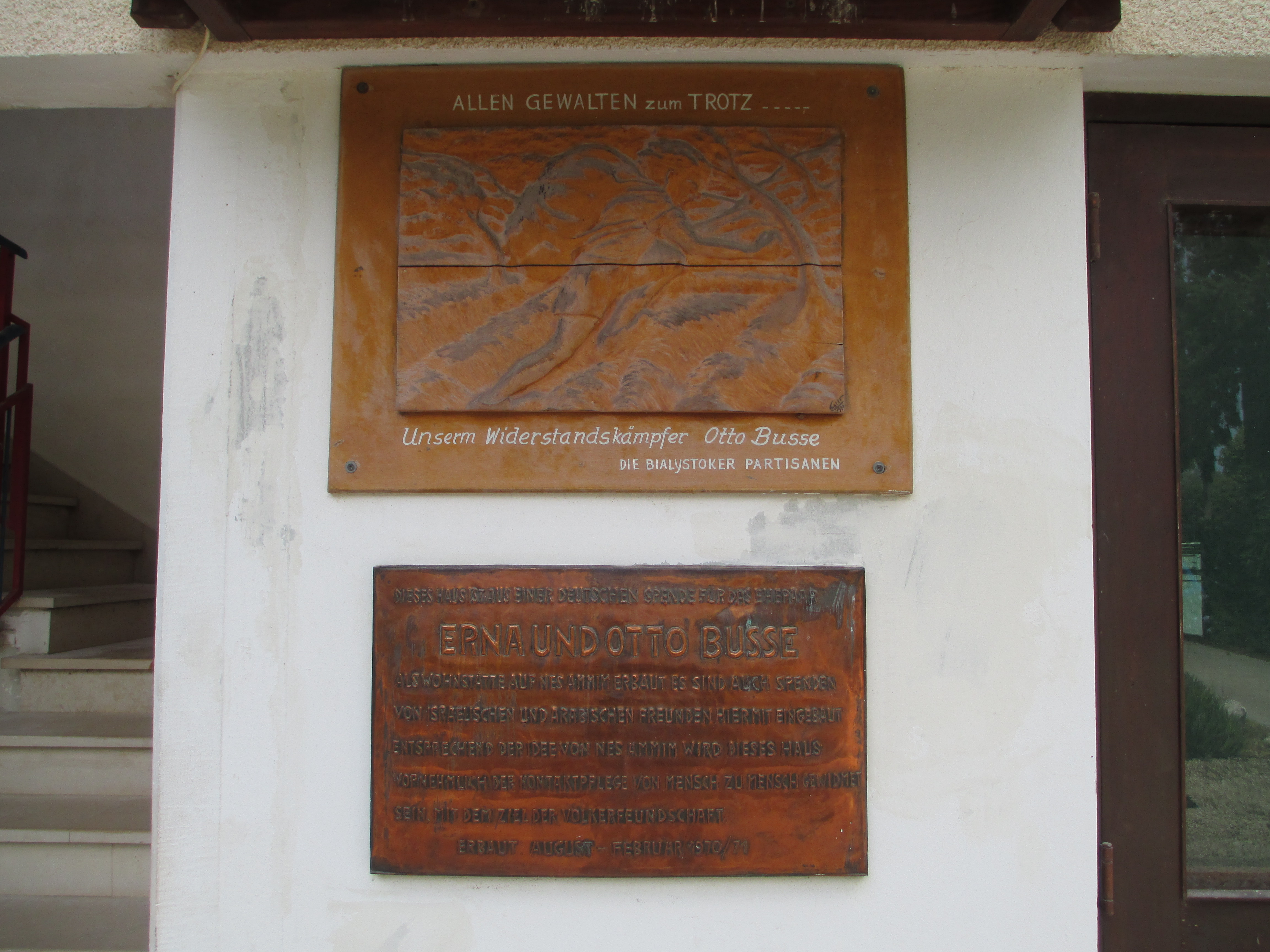
Allen Gewalten zum Trotz – unserem Widerstandskämpfer Otto Busse
Busse house in Nes Ammim

Busse wurde noch zur Wehrmacht eingezogen und geriet in sowjetische Kriegsgefangenschaft. Da die NKWD-Leute sich weigerten, seine Zusammenarbeit mit polnischen und sowjetischen Untergrundkämpfern zur Kenntnis zu nehmen, wurde er erst im November 1949 aus der Zwangsarbeit in der Region Kiew entlassen.
Busse ging nun, da seine Heimatstadt von der Sowjetunion annektiert worden war, nach Darmstadt, wo er im Kaufhaus Henschel & Ropertz eine Anstellung fand. Ende der 1950er Jahre konnte er Chaika Grossman und Chasia Bielicka über die israelische Hilfsorganisation Sochnut ausfindig machen und reiste auf ihre Einladung hin im November 1961 erstmals nach Israel. Busse war in vieler Hinsicht eigensinnig, so lehnte er die Aufnahme diplomatischer Beziehungen Israels mit der Bundesrepublik 1965 ab und nahm im Sechstagekrieg gegen Israel Stellung; gleichwohl hatte Grossman, die 1969 Knesset-Abgeordnete der Mapam wurde, Geduld mit ihm. Da er sich in Deutschland als „undeutscher Judenfreund“ gemobbt sah, übersiedelte er 1969 mit seiner zweiten Frau Erna, die er 1951 geheiratet hatte, in den von holländischen Protestanten 1949 gegründeten Moschav Shitufi Nes Ammim im Nordbezirk Israels. Busse wurde am 23. April 1970 von Yad Vashem als Gerechter unter den Völkern geehrt und durfte in Jerusalem einen Baum pflanzen. Die Bundesrepublik Deutschland verlieh ihm daraufhin das Bundesverdienstkreuz am Bande. Am „Busse-Haus“ in Nes Ammim brachten ehemalige Partisanen eine Gedenktafel an.
Otto und Erna Busse kehrten 1972 aus gesundheitlichen Gründen nach Deutschland zurück. Der israelische Verein Ness-Ammim gewährte ihm eine zusätzliche Rente.